# CoCo (アイドルグループ)
CoCo（ココ）は、1989年（平成元年）にフジテレビのテレビ番組『パラダイスGoGo!!』内の乙女塾から誕生した、女性アイドルグループである。1994年（平成6年）に解散。

## メンバー
- 宮前真樹（みやまえ まき）- 乙女塾1期メンバー。
- 羽田惠理香（はねだ えりか）- 乙女塾1期メンバー。
- 瀬能あづさ（せのう あづさ）- 乙女塾2期メンバー。1992年5月17日に日本武道館でのコンサートを最後に脱退。
- 三浦理恵子（みうら りえこ）- 乙女塾2期メンバー。
- 大野幹代（おおの みきよ）- 乙女塾1期メンバー。

## 来歴
フジテレビのテレビ番組『パラダイスGoGo!!』でアイドル養成講座の「乙女塾」から1989年9月に「EQUALロマンス」でデビュー。以降、「横浜Boy Style」まで、11曲連続ベスト10入り、3枚目のシングル「夏の友達」から「Newsな未来」まで、4曲連続ベスト3入りを果たしている。
同じくフジテレビ夕方の番組から誕生した「おニャン子クラブ」解散後、特に女性グループでは「アイドル冬の時代」といわれた1990年代初頭にかけて、安定した売上で新曲をリリース、単独コンサートツアーを解散まで継続するなど活躍した。また、各メンバーは次々にソロCDデビューすると活動を平行させていた。尚、乙女塾全体としてのレギュラー番組である『パラダイスGoGo!!』と『週刊スタミナ天国』を除くと、地上波ではテレビレギュラー番組を持たなかった。
中心メンバーだった瀬能あづさがソロ活動専念を理由に、1992年5月17日の日本武道館公演を最後に脱退。その際、新メンバー補充の計画もあり、ファンクラブの会員に対し応募要項、応募用紙が送付されたりしたものの結局メンバー補充は白紙となり、その後1994年9月30日に解散するまで4人での活動を継続した。（瀬能とは以後もテレビ番組やコンサートにゲスト出演など共演がある）
以降は歌番組に出演する機会も限られるなかで希少なメジャーアイドルとして熱心なファンの支持により定期的に公演を続ける。1993年秋にNHKBS2でスタートした『アイドルオンステージ』でジャニーズメンバーに並んでCDデビュー済の女性アイドルグループでは実質唯一のレギュラーに抜擢。同番組では過去リリースの曲やメドレー、カバーを含めて幅広い曲目を披露する機会を得た。またトークコーナーを持つほかにファイナルコンサートの特集や最終登場回ではスペシャルメドレーを歌唱した。
解散は1994年の4月12日に記者会見を行って発表された。当日夜には担当番組を持ち、以前よりゲスト出演していた『伊集院光のOh!デカナイト』（ニッポン放送）の生放送で心境を語った。最終公演は8月21日の東京ベイNKホールでのコンサート。解散当日は長くレギュラーを持った『入江雅人のGo!Go!テレキッズ』（ニッポン放送）に出演し、終了後は玄関口で待ち受けるファンの前で各メンバーが挨拶をした。三浦理恵子は解散後から長期にわたりプロダクション尾木に所属、残り3人はそれから数年後、事務所を移籍した。
解散後も各メンバーは芸能活動を続けたが、最終メンバー4名においても全員が揃って公式の場に登場することはない。

## エピソード
- 5人時代の頃は、テレビで唄う時の衣装は色別ものの衣装が多かったが、特別、誰が必ずこの色を着るということははっきりと決まっていなかったらしい。そのため、メンバーは毎回、ローテーションで違う色を着るというケースも少なくなく、光GENJIやかつての音松くんを演じた時のSMAPなどのようなメンバーそれぞれのイメージカラーを定着することができなかった。しかしながら、宮前（赤  ）、羽田（緑  ）、瀬能（青  ）、三浦（ピンク  ）、大野（黄  ）となるパターンが割合多く、特に「ささやかな誘惑」が発売された頃にはそのパターンがイメージカラーとして定着しつつあった[5]。しかし、次作「Live Version」では、3種類の衣装が用意されていたものの、最も使用頻度の高かった衣装では瀬能（黒  ）、三浦（青  ）、となっており（他の3人は変更なし）、同一カラーを長期間定着することはなかった[6]。
- CoCoにはリーダーがいなかったが、年長者の宮前と羽田がそれぞれリーダー的役割を果たしていた。コンサート等での司会進行は主に2人が担当し、歌番組等でグループを代表して話す場面では羽田が、コンサートの段取り等をメンバーに説明する場面では宮前が、主にその役目を担っていた。雑誌のインタビューでも、最初に話すメンバーが宮前もしくは羽田であった[7]。
- テレビで歌を披露する時には、基本的に瀬能がセンターを務めていて、CDジャケットにおいても彼女が中央に写ることが多かった。そのため、「CoCoのエースは瀬能あづさ」というイメージが多くのファンに浸透していった[6]。
- 『BOMB』では解散までに半年に1回ペースで巻頭を飾っていた。しかも7回で新記録である。ソロ活動が充実してきた1992年は、1年のうち5回がCoCo・メンバーであった。
- CoCoが1980年代最後の年にデビューし、それまでの流れを汲んだアイドルファンも多かったためコンサート（及び一部公開番組）では各メンバーパート時の「コール」や声援が非常に激しいことで知られた（後の「ヲタ芸」にもつながる）。
- 瀬能卒業後の「メンバー補充計画」はメンバーも驚いたという。メモリアル写真集「未来はCoCoから」の中でも、「4人で泣いて抗議した」という宮前の記述が見受けられる。
- 解散後も、宮前・大野・三浦には親交があることが確認されており、三浦と宮前はお互いのブログに度々写真を掲載している[8]。
- MEG-CDでも一部が復刻されているが、販売サイトでのアーティスト一覧では「アイドルグループ」が括弧書きで付記されている。これは、1983年に同名の男性フォークデュオ[注 1]が活動していて、同じく復刻されている同グループの唯一のアルバムが紹介されていることによる（日本コロムビアのオンデマンドCDのページにリンクしている。こちらにはアーティスト名に注釈がない）。
- 解散後はメモリアル版CD等の発売以外にグループとしての動きはないが、2019年9月30日（解散と同日付）に「CoCo30周年を祝う会」（於：東京カルチャーカルチャー）というイベントが開催された。作詞を多く担当した及川眠子らが当時のエピソードを紹介し、宮前もゲストで登場した。

## ディスコグラフィ
※最高位はオリコン調べ。

### シングル
| No. | タイトル                     | 発売日         | 最高位 | 楽曲制作                                         | 備考 |
| --- | ---------------------------- | -------------- | ------ | ------------------------------------------------ | --- |
| 1   | EQUALロマンス                | 1989年9月6日   | 7位    | 作詞：及川眠子 作曲：山口美央子 編曲：中村哲     | テレビアニメ『らんま1/2』エンディングテーマ フジテレビキャンペーンCMソング 1991年に『らんま1/2』にてDoCo、2003年にPrièreがカヴァー |
| 1   | EQUALロマンス                | 1989年9月6日   | 7位    | 作詞：及川眠子 作曲：山口美央子 編曲：中村哲     | c/w 乙女のリハーサル |
| 2   | はんぶん不思議               | 1990年1月24日  | 4位    | 作詞：及川眠子 作曲：岩田雅之 編曲：有賀啓雄     | 自己最大セールス作品 日本テレビ系『歌のトップテン』にもランクイン 2011年に中川翔子がカヴァー                                       |
| 2   | はんぶん不思議               | 1990年1月24日  | 4位    | 作詞：及川眠子 作曲：岩田雅之 編曲：有賀啓雄     | c/w 天使のチャイム |
| 3   | 夏の友達/思い出がいっぱい    | 1990年5月17日  | 3位    | 作詞：和泉ゆかり 作曲：山口美央子 編曲：亀田誠治 | 「夏の友達」 フジテレビ系『鶴太郎のギャグハラスメント』エンディングテーマ                                                          |
| 3   | 夏の友達/思い出がいっぱい    | 1990年5月17日  | 3位    | 作詞：和泉ゆかり 作曲：山口美央子 編曲：亀田誠治 | 「思い出がいっぱい」 アニメ『らんま1/2 熱闘編』オープニングテーマ デビュー曲同様1991年にDoCoがカヴァー                             |
| 4   | ささやかな誘惑               | 1990年9月5日   | 3位    | 作詞：及川眠子 作曲：都志見隆 編曲：中村哲       | フジテレビ系『鶴太郎のギャグハラスメント』エンディングテーマ                                                                       |
| 4   | ささやかな誘惑               | 1990年9月5日   | 3位    | 作詞：及川眠子 作曲：都志見隆 編曲：中村哲       | c/w メロディー |
| 5   | Live Version                 | 1991年1月1日   | 3位    | 作詞：田口俊 作曲：都志見隆 編曲：中村哲         | ハウスミュージックを取り入れたダンスナンバー                                                                                       |
| 5   | Live Version                 | 1991年1月1日   | 3位    | 作詞：田口俊 作曲：都志見隆 編曲：中村哲         | c/w 神様はいじわるじゃない |
| 6   | Newsな未来                   | 1991年4月10日  | 3位    | 作詞：及川眠子 作曲：羽田一郎 編曲：羽田一郎     | 世界情勢をモチーフにした楽曲 |
| 6   | Newsな未来                   | 1991年4月10日  | 3位    | 作詞：及川眠子 作曲：羽田一郎 編曲：羽田一郎     | c/w 幸せかもね コンサートの定番 |
| 7   | 無敵のOnly You               | 1991年7月31日  | 4位    | 作詞：及川眠子 作曲：羽田一郎 編曲：有賀啓雄     | 太陽石油CMソング |
| 7   | 無敵のOnly You               | 1991年7月31日  | 4位    | 作詞：及川眠子 作曲：羽田一郎 編曲：有賀啓雄     | c/w キミがくれた宝石（ジュエル） 明星創刊40周年記念募集歌                                                                          |
| 8   | 夢だけ見てる                 | 1991年12月4日  | 7位    | 作詞：森本抄夜子 作曲：朝倉紀幸 編曲：十川知司   | 同名ビデオがコンサート会場限定で販売された                                                                                         |
| 8   | 夢だけ見てる                 | 1991年12月4日  | 7位    | 作詞：森本抄夜子 作曲：朝倉紀幸 編曲：十川知司   | c/w お願いHOLD ME TIGHT |
| 9   | だから涙と呼ばないで         | 1992年4月17日  | 7位    | 作詞：森本抄夜子 作曲：羽田一郎 編曲：亀田誠治   | 今作を最後に瀬能が脱退 5人のCoCoとして最後のシングル                                                                               |
| 9   | だから涙と呼ばないで         | 1992年4月17日  | 7位    | 作詞：森本抄夜子 作曲：羽田一郎 編曲：亀田誠治   | c/w 黄昏通信 〜たそがれどきに想ってる〜                                                                                            |
| 10  | 夏空のDreamer                | 1992年8月5日   | 9位    | 作詞：森本抄夜子 作曲：朝倉紀幸 編曲：亀田誠治   | 瀬能脱退後初のシングル |
| 10  | 夏空のDreamer                | 1992年8月5日   | 9位    | 作詞：森本抄夜子 作曲：朝倉紀幸 編曲：亀田誠治   | c/w やさしさの法則 |
| 11  | 横浜Boy Style                | 1992年11月20日 | 10位   | 作詞：及川眠子 作曲：後藤次利 編曲：後藤次利     | プロ野球横浜ベイスターズイメージソング                                                                                             |
| 11  | 横浜Boy Style                | 1992年11月20日 | 10位   | 作詞：及川眠子 作曲：後藤次利 編曲：後藤次利     | c/w WINNING 同球団の応援歌 現在でも応援歌として球場で歌われている                                                                  |
| 12  | ちいさな一歩で               | 1993年4月21日  | 20位   | 作詞：森本抄夜子 作曲：朝倉紀幸 編曲：澤近泰輔   | 「夢だけ見てる」に次ぐ前向きなメッセージソング                                                                                     |
| 12  | ちいさな一歩で               | 1993年4月21日  | 20位   | 作詞：森本抄夜子 作曲：朝倉紀幸 編曲：澤近泰輔   | c/w みんな大丈夫 |
| 13  | 恋のジャンクション           | 1993年11月3日  | 37位   | 作詞：及川眠子 作曲：川上明彦 編曲：亀田誠治     | 1970年代ムード歌謡を取り入れた楽曲                                                                                                 |
| 13  | 恋のジャンクション           | 1993年11月3日  | 37位   | 作詞：及川眠子 作曲：川上明彦 編曲：亀田誠治     | c/w Sweet Energy 〜未来は味方〜 |
| 14  | You're my treasure〜遠い約束 | 1994年7月6日   | 17位   | 作詞：森本抄夜子 作曲：羽田一郎 編曲：亀田誠治   | ラストシングル |
| 14  | You're my treasure〜遠い約束 | 1994年7月6日   | 17位   | 作詞：森本抄夜子 作曲：羽田一郎 編曲：亀田誠治   | c/w あなただから好きなの |

### アルバム
- オリジナルアルバムは "s" から始まる単語で統一されている。

|      | タイトル                        | 発売日         | 最高位 | 備考 |
| ---- | ------------------------------- | -------------- | ------ | --- |
| 1st  | Strawberry                      | 1990年3月14日  | 2位    | |
| 2nd  | Snow Garden                     | 1990年11月7日  | 5位    | 冬をテーマにしたミニアルバム |
| 3rd  | STRAIGHT                        | 1991年3月21日  | 9位    | |
| Best | CoCo1番!                        | 1991年7月10日  | 12位   | 「Newsな未来」までのシングル曲を全て収録のベスト盤                                                                                              |
| 4th  | Share                           | 1992年3月25日  | 13位   | このアルバムから各メンバーのソロ曲を収録 |
| 5th  | Sylph                           | 1992年12月16日 | 29位   | 4人での初アルバム |
| Best | CoCoパーソナルベスト            | 1993年8月20日  | 22位   | 各メンバーのソロ楽曲集 |
| 企画 | モダンどうよう (featuring CoCo) | 1993年8月20日  | 46位   | フジテレビ『ウゴウゴルーガ』より |
| 6th  | Sweet & Bitter                  | 1994年7月21日  | 28位   | ラスト・オリジナルアルバム |
| Best | Singles                         | 1994年8月3日   | 29位   | 全シングルを収録したベスト盤 |
| Best | MYこれ!クション CoCo BEST       | 2001年11月21日 |        | リマスタリング音源のベスト盤 |
| 企画 | STRAIGHT+シングルコレクション   | 2008年7月16日  |        | 3rdアルバムにシングル8曲をプラスした復刻企画盤                                                                                                  |
| Best | CoCo☆うたの大百科その1          | 2008年9月3日   | 293位  | CoCoの全楽曲（53曲）を、五十音順で収録した3枚組 デジタル・リマスター盤（DSD Mastering&SNS）                                                     |
| Best | CoCo☆うたの大百科その1          | 2008年9月3日   | 293位  | 72ページ豪華ブックレット封入 |
| Best | CoCo☆うたの大百科その2          | 2008年9月3日   | 300位  | アルバム収録のソロ楽曲とバージョン違いを17曲収録 全シングルのコンサート映像とPV3曲を収録したDVD付き デジタル・リマスター盤（DSD Mastering&SNS） |
| Best | CoCo☆うたの大百科その2          | 2008年9月3日   | 300位  | 48ページ豪華ブックレット封入 オールカラー32ページ・ジャケットギャラリーブック付き                                                               |
| Best | MYこれ! Lite CoCo               | 2010年4月21日  |        | リマスタリング音源で全シングル曲を収録 |

### 映像作品
DVD作品を除いていずれもVHS、LDが発売。
| タイトル                                                 | 発売日         | 備考 |
| -------------------------------------------------------- | -------------- | --- |
| WAIIHA de CoCo                                           | 1990年3月8日   | ファーストアルバムからの曲をバックにハワイで撮影されたイメージ映像                                                       |
| HEART-TO-HEART                                           | 1990年6月21日  | ファーストコンサートの模様                                                                                               |
| CoCo1991コンサート 春はCoCoから                          | 1991年5月29日  | |
| 夢だけ見てる P.S.CoCoだけの話                            | 1992年         | ドラマ作品、一般未発売でコンサート会場及びFC限定販売                                                                     |
| CoCoコンサート'92 春はCoCoからファイナル                 | 1992年8月21日  | 日本武道館での瀬能卒業公演                                                                                               |
| CoCo夏'92 CONCERT TOUR                                   | 1992年11月20日 | シングル「横浜Boy Style」と同日発売、4人での初コンサートツアー 三浦、瀬能のソロ公演作と3本セット「TOGETHER」としても発売 |
| CoCo-DoCo!? -胸騒ぎのHawaiian Kiss-                      | 1993年9月17日  | ストーリー仕立てのイメージ作品                                                                                           |
| CoCoコンサート'93 DE LUXE EDITION ～春はCoCoから&CLIPS～ | 1993年12月1日  | 同コンサートとビデオクリップ「横浜Boy Style」、「恋のジャンクション」                                                    |
| THE CoCo COLLECTION -FIRST & LAST VIDEO CLIPS            | 1994年7月21日  | ラストアルバム「Sweet&Bitter」と同日発売 同アルバム収録曲から各ソロを含む唯一のビデオクリップ集                          |
| CoCo Forever                                             | 1994年11月18日 | ファイナルコンサート最終公演を収録                                                                                       |
| Legend                                                   | 1995年10月5日  | コンサート映像を中心に各シングル曲歌唱シーンと解散当日・最後の挨拶                                                       |
| CoCo SPECIAL DVD-BOX                                     | 2009年9月16日  | これまでの一般販売全映像作品をDVD集としてリリース                                                                        |

### その他
シングル化やアルバム収録はされていないが、コンサートでたびたび歌われた曲が2曲が存在する。2曲とも谷山浩子の、NHK『みんなのうた』で使用された楽曲である。
- 恋するニワトリ（原曲は谷山浩子のアルバム『空飛ぶ日曜日』に収録）
- しっぽのきもち（原曲は谷山浩子のアルバム『しっぽのきもち』に収録）

## 出演

### テレビ番組
- パラダイスGoGo!!（フジテレビ） 1989年4月 - 1990年3月
- 週刊スタミナ天国（フジテレビ） 1990年4月 -　※本編出演回に限らず、新曲が出るとエンディングで歌唱シーンが流れた（ソロ含む）
- アイドルオンステージ（第1期）（NHKBS2） 1993年10月 - 1994年9月
- 乙女塾専科（フジテレビ） 1990年7月 - 1991年3月
- THE HOP（フジテレビ） 1991年4月 - 1992年3月
- ドキッ!丸ごと水着 女だらけの水泳大会（フジテレビ）
- オールスター感謝祭'93 超豪華!クイズ決定版この春お待たせ特大号（TBS） 1993年4月3日
- オールスター感謝祭'93 超豪華!クイズ決定版この秋お待たせ特大号（TBS） 1993年10月9日
- 突然バラエティー速報!!COUNT DOWN100（TBS） 1992年10月 - 12月

### ラジオ
- CoCoのドリームパレット（文化放送）
- CoCo5カラットのロマンス（文化放送）
- CoCo Stay with Dream（文化放送）
- 斉藤一美のとんカツワイド（文化放送）
- CoCo恋は大騒ぎ（ニッポン放送）
- ピンクワンダーランドCoCo一番（ニッポン放送）
- CoCoのオールナイトニッポン（ニッポン放送） 1993年2月13日のみ
- Radio THIS（MBSラジオ）

番組を持っていた文化放送・「SUPER COUNTDOWN 50」、ニッポン放送・「伊集院光のOh!デカナイト」には新曲のタイミングでよくゲスト出演した。

### CM
- フジテレビ夏のキャンペーン 1989年
- 森永製菓・飲料「コラカオ」 1990年秋
- 森永製菓・「果汁グミ入りアイス」 1991年春～
- ココストア 1991年4月～（中部地区限定） 1991年4月～1992年3月
- 森永製菓・「森永チョコフレーク」 ラジオのみ（ニッポン放送担当番組内）

## コンサートツアー
デビュー翌年より春（年明け以降）と夏の公演を解散まで行った。
※単発イベント等は除く
| タイトル                       | 期間                   | 公演数                              | 備考                                                                              |
| ------------------------------ | ---------------------- | ----------------------------------- | --------------------------------------------------------------------------------- |
| CoCoファーストコンサート       | 1990年1月26日          | 渋谷公会堂 1公演                    | ribbonがゲスト出演                                                                |
| CoCoファーストコンサート       | 1990年3月21日 -4月7日  | 中野サンプラザ 他関東6ヶ所7公演     | 追加公演 渋谷公会堂の公演とは別構成                                               |
| CoCo夏'90                      | 1990年7月28日 -8月25日 | 中野サンプラザ 他全国14ヶ所16公演   | 東京公演をNHK総合テレビで放送                                                     |
| CoCoコンサート'91 春はCoCoから | 1991年1月10日 -1月20日 | 中野サンプラザ 他全国4ヶ所5公演     |                                                                                   |
| CoCoコンサート'91 春はCoCoから | 1991年3月23日 -5月5日  | 中野サンプラザ 他全国15ヶ所16公演   | 追加公演                                                                          |
| CoCo夏'91                      | 1991年7月22日 -8月31日 | 東京ベイNKホール 他全国15ヶ所15公演 | NKホール公演サブタイトル「TOKYO BAY N.K. SPECIAL」                                |
| CoCoコンサート'92 春はCoCoから | 1992年1月5日 -1月19日  | 東京ベイNKホール 他全国4ヶ所5公演   |                                                                                   |
| CoCoコンサート'92 春はCoCoから | 1992年3月20日 -5月17日 | 日本武道館 他全国22ヶ所22公演       | 追加公演 ツアー最終公演「武道館SPECIAL」をもって瀬能が卒業 その公演はNHKBS2で放送 |
| CoCo夏'92                      | 1992年7月22日 -8月31日 | 中野サンプラザ 他全国10ヶ所10公演   | 全日程の前後日昼公演が三浦、夜公演が瀬能のソロコンサート                          |
| CoCoコンサート'93 春はCoCoから | 1993年1月7日 -1月24日  | 府中の森芸術劇場 他全国5ヶ所6公演   |                                                                                   |
| CoCoコンサート'93 春はCoCoから | 1993年3月23日 -5月8日  | 東京厚生年金会館 他全国14ヶ所15公演 | 追加公演                                                                          |
| CoCo夏'93                      | 1993年7月24日 -8月27日 | 東京厚生年金会館 他全国7ヶ所8公演   | 東京公演に瀬能がゲスト出演                                                        |
| CoCoコンサート'94 春はCoCoから | 1994年1月6日 -1月23日  | 中野サンプラザ 他全国6ヶ所6公演     |                                                                                   |
| CoCo夏'94 CoCo was CoCo made   | 1994年7月25日 -8月21日 | 東京ベイNKホール 他全国13ヶ所17公演 | ファイナルコンサート、最終日に瀬能がゲスト出演 アイドルオンステージで特集         |

この他にファンを同行したハワイツアーもビデオや写真集撮影のタイミングで実施。ファン向けのミニライブや記念写真撮影など。

## 写真集
- 「CoCoが好きッ」1989年11月28日（フジテレビ出版）
- 「CoCo夏メモリィ」1990年3月10日（フジテレビ出版）
- 「超でかダンク 女子CoCo生スペシャル」1990年10月26日（集英社）
- 「Bonny,Bonnie」1991年3月25日（ワニブックス）
- 「COCO」1992年2月25日（ワニブックス）
- 「夢はCoCoから」1992年10月28日（学習研究社）
- 「Sweet&Bitter」1994年7月25日（近代映画社）
- 「未来はCoCoから」1994年9月27日（学習研究社）